# Dactylosporaceae
Die Dactylosporaceae sind eine Familie der Schlauchpilze und bilden die eigene Ordnung Sclerococcales und die eigene Unterklasse Sclerococcomycetidae.

## Merkmale
Die Fruchtkörper (Ascomata) sind becherförmige Apothecien, die sitzend oder auch gestielt sein können. Die Schläuche sind einwandig, nicht anfärbbar und haben eine anfärbbare, gelatinöse Schicht. Sie sind keulenförmig bis zylindrisch und besitzen meist acht Sporen. Das Hamathecium, das Gewebe zwischen den Schläuchen, besteht aus ausdauernden Pseudoparaphysen. Die septierten Sporen sind durchscheinend bis grünlich oder braun und elliptisch bis fast kugelig. Die männlichen Gametangien, die Antheridien, werden aus einer urnenförmigen basalen Zelle gebildet, die dann eine elliptische Zelle beinhaltet, die mit den Spermatien gefüllt ist. Asexuelle Formen haben dunkel gefärbte Hyphen und bilden entweder Sporodochien mit an Ketten gereihten, dunklen Konidien oder sie bilden ausgebreitete Kolonien mit makronematösen oder semimakronematösen Konidienträgern (das bedeutet, ihre Konidienträger sind deutlich größer als normale Zellen) mit Phialiden und kettenförmigen Konidien.

## Lebensweise und Verbreitung
Viele Arten leben als Saprobionten auf Holz, Lebermoosen, auf Flechten oder Erde, sind aber keine Flechtenbildner. Manche Arten sind aber mit bestimmten Käfern vergesellschaftet als Teil ihrer Darmflora. Auch marine Arten sind bekannt.

## Systematik und Taxonomie
Die Familie Dactylosporaceae wurde 1982 von André Bellemère und Joseph Hafellner erstbeschrieben und beinhaltete nur die Gattungen Sclerococcum und die Dactylospora, wobei letztere nur asexuelle Arten beinhaltete. 2017 erkannten Martina Réblová, Wendy A. Untereiner und Walter Gams als basale Gruppe in die Unterklasse Eurotiomycetidae und beschrieben die Sclerococcomycetidae als eigene Unterklasse innerhalb der Eurotiomycetes mit der einzigen Ordnung Sclerococcales. Sie sind mit den anderen vier Unterklassen nicht besonders nah verwandt, erinnern aber am ehesten an Vertreter der Chaetothyriomycetidae. 2019 beschrieben Ekanayaka und Mitarbeiter die Ordnung Dactylosporales. Da aber die Sclerococcales vorher beschrieben wurden, ist dieser Name nur ein Synonym.
Die Sclerococcales bestehen nur aus einer Familie, den Dactylosporaceae, mit zurzeit (Stand Juli 2023) fünf Gattungen:
- Cylindroconidiis mit nur einer Art
- Fusichalara mit fünf Arten
- Longimultiseptata mit zwei Arten
- Rhopalophora mit nur einer Art
- Sclerococcum (= Dactylospora) mit ungefähr 80 Arten